# Sint-Martinuskerk (Warga)
De Sint-Martinuskerk is een kerkgebouw in Warga in de Nederlandse provincie Friesland. De kerk is toegewijd aan de Heilige Martinus van Tours.

## Beschrijving
De kerk uit 1862 werd gebouwd naar ontwerp van Hendricus Johannes Wennekers. De eenbeukige kruiskerk is een rijksmonument. De luidklok (1694) is gegoten door Petrus Overney. Het orgel uit 1911 is gemaakt door Adema. Het hoogaltaar en het zijaltaar zijn vervaardigd door atelier Cuypers-Stoltzenberg. De kruiswegstaties uit 1905 zijn van de hand van Franciscus Hermanus Bach en sinds 1957 in de kerk aanwezig.

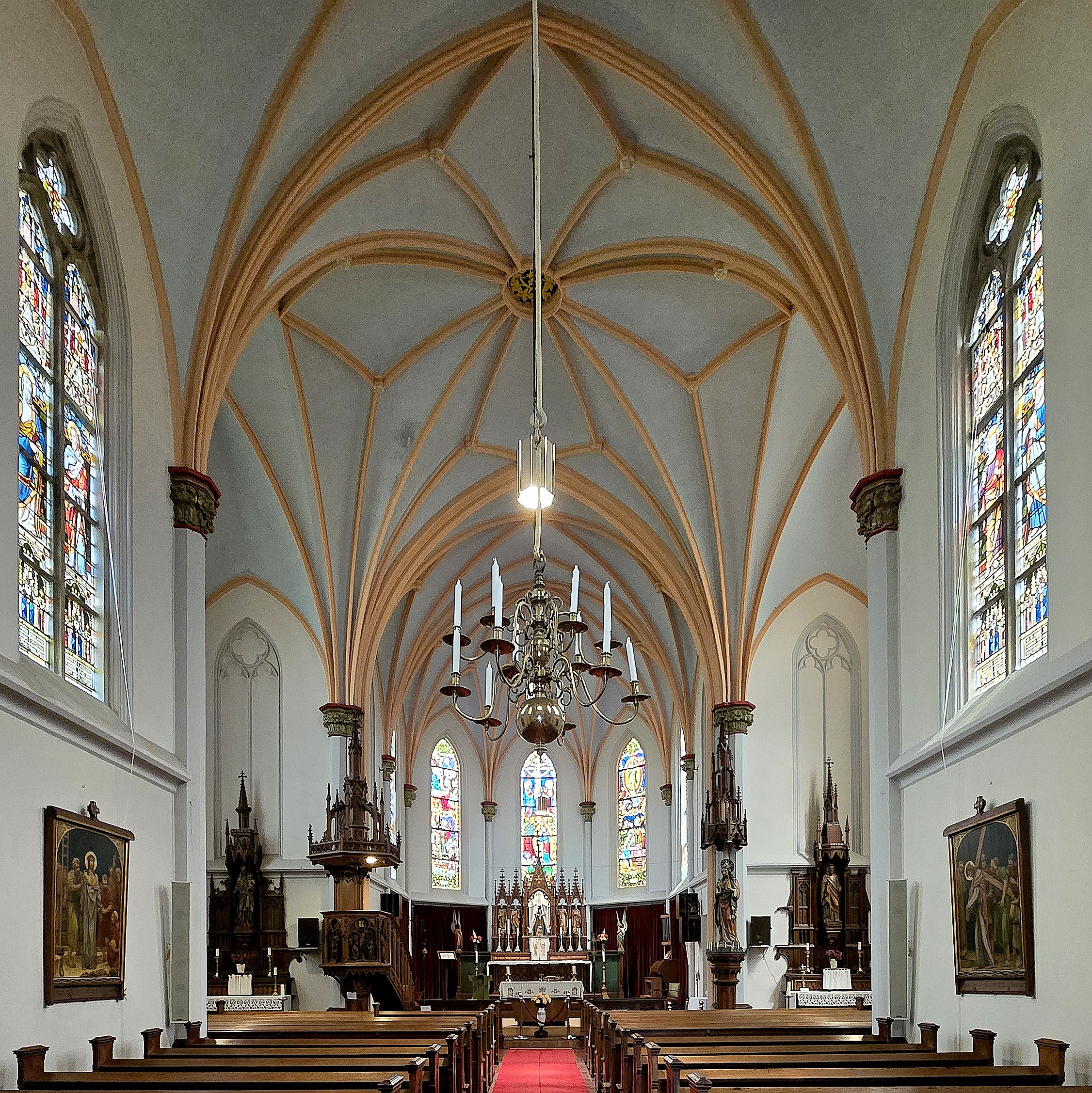
Interieur in 2024
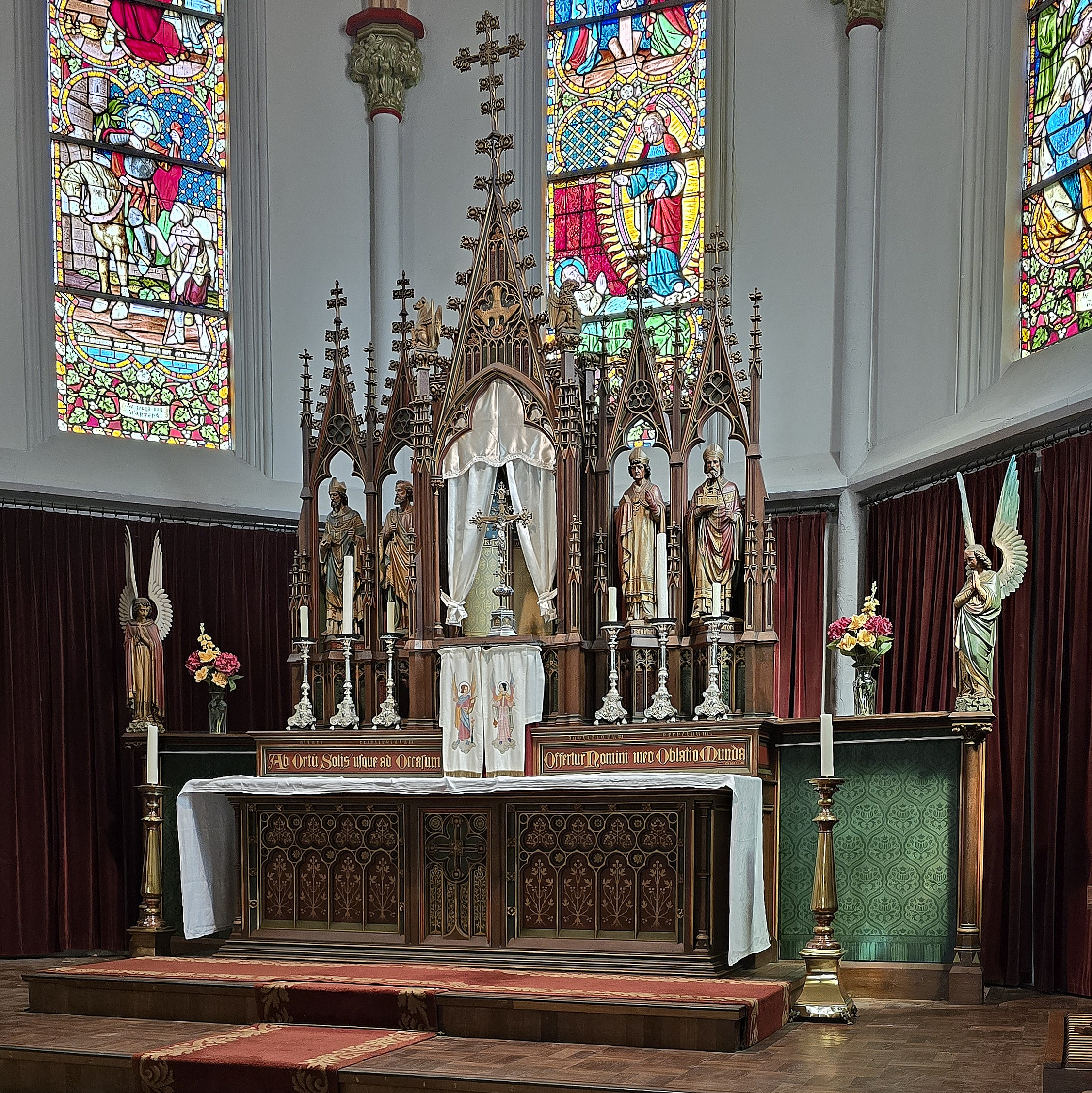
Hoogaltaar
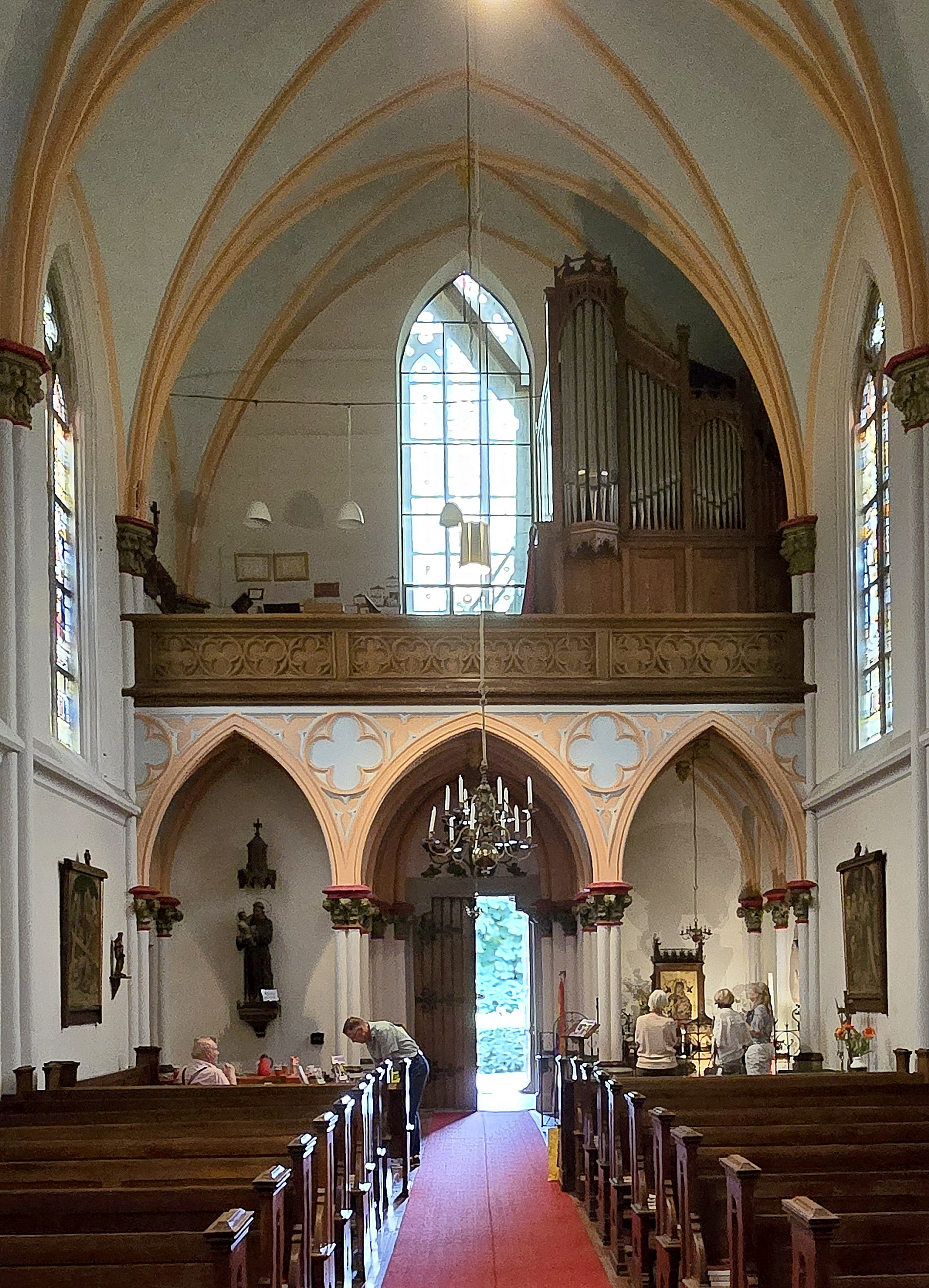
Interieur met orgel